# ابن زيدون

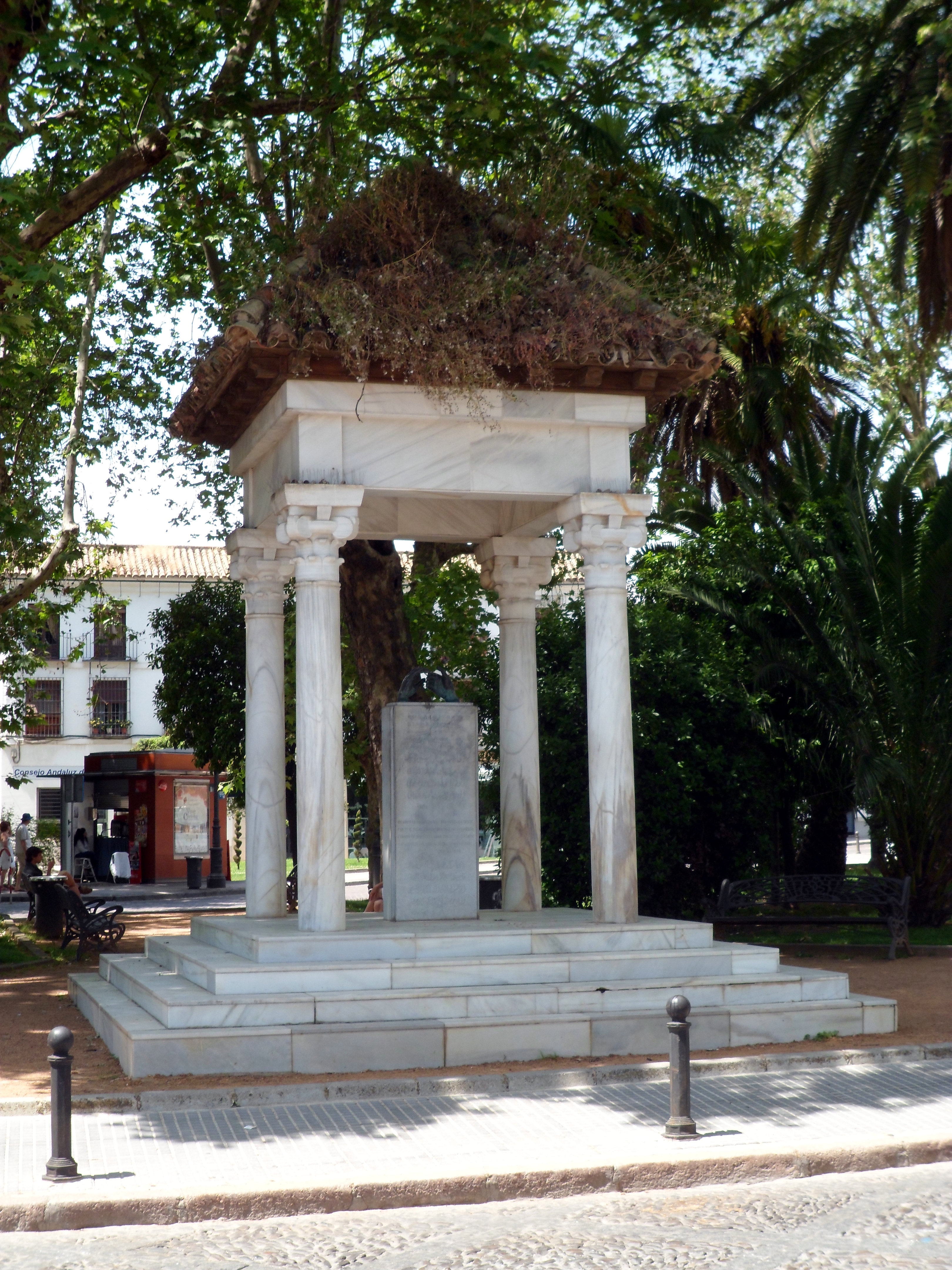
نصب تذكاري للعاشقين، قرطبة (إسبانيا). مُهدى للشاعر ابن زيدون والأميرة ولادة.

أبو الوليد أحمد بن عبد الله بن زيدون المخزومي القرشي المعروف بـابن زيدون (394هـ/1003م في قرطبة - أول رجب 463 هـ/5 أبريل 1071 م) وزير وكاتب وشاعر أندلسي، عُرف بحبه لولادة بنت المستكفي.

## سيرته
ولد أبو الوليد أحمد بن عبد الله بن أحمد بن غالب بن زيدون في قرطبة لأسرة من فقهاء قرطبة من بني مخزوم. تولى ابن زيدون الوزارة لأبي الوليد بن جهور صاحب قرطبة، وكان سفيره إلى أمراء الطوائف في الأندلس، ثم اتهمه ابن جهور بالميل إلى المعتضد بن عباد صاحب إشبيلية، فحبسه. حاول ابن زيدون استعطاف ابن جهور برسائله فلم يعطف عليه. وفي عام 441 هـ، تمكن ابن زيدون من الهرب، ولحق ببلاط المعتضد الذي قربه إليه، فكان بمثابة الوزير. وقد أقام ابن زيدون في إشبيلية حتى توفي ودفن بها في أول رجب 463 هـ في عهد المعتمد بن عباد.

## شعره
برع ابن زيدون في الشعر والنثر، وله رسالة تهكمية شهيرة، بعث بها عن لسان ولادة بنت المستكفي إلى ابن عبدوس الذي كان ينافسه على حب ولادة، ولابن زيدون ديوان شعر طُبع عدة مرات. ومن أشهر قصائد ابن زيدون قصيدته المعروفة بالنونية، والتي مطلعها:
وله قصيدة مشهورة يذكر فيها ولادة ويتشوق إليها:

## وصلات خارجية
- ابن زيدون على موقع بوابة الشعراء.
- ابن زيدون على موقع الموسوعة البريطانية (الإنجليزية)
- ابن زيدون على موقع ميوزك برينز (الإنجليزية)